# Silvino Gonzato
Silvino Gonzato (Verona, 1945) è un giornalista, saggista e scrittore italiano.
Biografo di Emilio Salgari, è uno dei massimi esperti del più grande autore italiano di romanzi d'avventura.

## Biografia
Giornalista de l'Arena di Verona dal 1973 al 2008, dopo che dal 1971 aveva cominciato a scrivere per la pagina letteraria occupandosi  in particolare delle opere degli scrittori dissidenti dell'Unione Sovietica, ne ha diretto la redazione politica e quella culturale e ne è stato anche l'inviato.
Attualmente vi collabora come editorialista. Di sua creazione è la popolare rubrica "La posta della Olga" che firma dal 2002 e che esce annualmente raccolta in volume, (Athesis Editrice).  Dal 1976 al 1989 ha collaborato con Il Giornale diretto da Indro Montanelli. Ha scritto anche per "La Notte", "Gente Viaggi" (Rusconi Editore), "Espansione" (Mondadori), "La Gazzetta di Parma", "Il Messaggero Veneto". "Il Giornale di Brescia" , "La Prealpina", "La Libertà" , "L'Eco di Bergamo" e la "Provincia di Como". La sua passione per i viaggi è documentata in numerosi suoi articoli e libri. Studioso della letteratura d'avventura, nel gennaio del 1991 ha organizzato al "Teatro Nuovo" di Verona, con la collaborazione della Banca Popolare, il Convegno nazionale "Io sono la Tigre" che ha dato grande impulso alla rivalutazione critica dell'opera di Emilio Salgari, nell'ottantesimo anniversario della morte dello scrittore. Nel 2011, a un secolo dalla scomparsa del romanziere, ha organizzato al Palazzo della Gran Guardia di Verona, in collaborazione con il Comune della città, il Convegno "La donna nella vita e nell'opera di Emilio Salgari". Nel novembre del 2012 ha tenuto conferenze su Salgari all'auditorium "Don Carlo Steeb" di Buenos Aires e alla "Società Dante Alighieri" di Rosario (L'Arena, 20 novembre e 3 dicembre 2012). Nel maggio 2011 al Salone internazionale del libro di Torino, nell'ambito della manifestazione "Omaggio a Salgari" , ha presentato il suo libro "La tempestosa vita di Capitan Salgari". Nell'occasione è stato presentato anche il documentario televisivo "Capitan Salgari" di Marco Serrecchia, a cui Gonzato ha partecipato come biografo del romanziere. 
Sempre per onorare la memoria di Salgari, nel 1992, sapendo che lo scrittore era sepolto in una tomba anonima e misera del cimitero monumentale di Verona, si è adoperato affinché fosse trasferito nel famedio dove ora le sue spoglie riposano, assieme a quelle di altri veronesi illustri. Uscirà nel 1995, il suo memorabile Emilio Salgari: demoni, amori e tragedie di un "capitano" che navigò solo con la fantasia.
Nel 1993 è stato uno degli ispiratori del progetto che ha portato uno spettacolo di danza di 60 bambini delle favelas brasiliane al Teatro Filarmonico di Verona, con lo scopo di raccogliere fondi per l'ospedale (Hospital Maternidade de Jesus Maria e José) di Quixada, poverissima cittadina dello stato del Cearà ("L'Arena"  di Verona", 15 settembre 1993). Tifoso della Juventus (fede che ha trasmesso ai figli Valentino e Alessandro, entrambi giornalisti), è stato inserito nel libro "Scrittori in bianconero" di Darwin Pastorin (Piazza Editore, Torino 1995). Nel volume, oltre a Gonzato ci sono: Sandro Veronesi, Angelo Caroli, Giovanni van Straten, Giorgio Bocca, Walter Veltroni, Giovanni Arpino, Mario Soldati, Giampiero Mughini, Maurizio Chierici, Maurizio Mosca, Stefano Jacomuzzi, Antonio Tabucchi e Vladimiro Caminiti. Come scrittore, nel maggio 2014 è stato scelto dalla direzione del Salone del libro di Torino per rappresentare il Veneto con Ferdinando Camon, Tiziano Scarpa e Andrea Molesini. Nell'occasione ha presentato il suo libro "Esploratori romantici" (Neri Pozza)  in un incontro condotto da Alberto Sinigaglia.  Nel novembre 2016 è stato invitato dall'Istituto Italiano di Cultura di Bucarest per una conferenza sulla cultura e le tradizioni del Veneto. 
Come scrittore, pubblica romanzi, raccolte di articoli di costume, saggi e biografie.

## Opere
- 1986 "Sawasdee", raccolta di reportage sull'Estremo Oriente, Africa e Sudamerica, Gruppo Editoriale Tre, Verona.
- 1989 "La natura che ride", romanzo, Gruppo editoriale Tre, Verona.
- 1993 "Il Califfo", romanzo, Marsilio Editore. Venezia.
- 1991 "Atti del Convegno nazionale di Verona "Io sono la Tigre" (a cura di Silvino Gonzato), Banca Popolare di Verona, con interventi del curatore, del presidente del Senato Giovanni Spadolini, di Giulio Nascimbeni, Roberto Antonetto, Giuseppe Turcato, Angelo Righetti, Paola Pallottino, Gian Paolo Marchi e Paola Azzolini. Nel suo intervento Giovanni Spadolini ha inserito Emilio Salgari tra i padri della Patria: "Salgari ha rappresentato un momento fondamentale nella formazione dell'Italia. È parte irrinunciabile della nostra storia. Usando un termine preso in prestito da Gobetti, si potrebbe dire che in pochi scrittori come lui si riassume l'autobiografia della Nazione"
- 1997 "Il chiostro e l'harem", romanzo storico, Neri Pozza Editore, Vicenza.

- 1994  "Una tigre in redazione", raccolta inedita di articoli di Emilio Salgari cronista della "Nuova Arena" e dell'"Arena", Marsilio Editore, Venezia.

- 1995,  "Emilio Salgari", demoni, amori e tragedie di un "capitano" che navigò solo con la fantasia, biografia, Neri Pozza Editore, Vicenza.

- 1998 "Robe da matti", satira del costume, Gemma Editco, Verona.
- 2001 "All'armi siam romantici", satira del costume, Giorgio Ghelfi Editore, Verona.
- 2003 "Parlami d'amore Landrù", satira del costume, Giorgio Ghelfi Editore, Verona.
- 2004 "Salvo precipitazioni locali", satira del costume, Giorgio Ghelfi Editore, Verona.
- 2006 "L'utente desiderato non è raggiungibile", satira del costume, Giorgio Ghelfi Editore, Verona.
- 2011 "La tempestosa vita di capitan Salgari", biografia, Neri Pozza Editore, Vicenza.
- 2011 "Una tigre in redazione", nuova edizione integrata con altri testi inediti, Minimum Fax, Roma, con allegato il DVD "Capitan Salgari"
- 2011 "La donna nella vita e nell'opera di Emilio Salgari", Casa Editrice Damolgraf, Verona, Atti dell'omonimo Convegno nazionale, a cura di Silvino Gonzato, con interventi del curatore, di Roberto Fioraso, Felice Pozzo, Vittorio Sarti, Franca Viglongo e Gian Paolo Marchi.
- 2012 "Esploratori italiani", sei ritratti di esploratori dell'Ottocento (Pietro Savorgnan di Brazzà, Guglielmo Massaja, Giovanni Miani, Giovan Battista Cerruti, Giacomo Bove e Augusto Franzoj), Neri Pozza Editore, Vicenza.
- 2014  "Briganti romantici', cinque storie, tra Seicento e Ottocento, di uomini e donne che si diedero alla macchia per combattere le ingiustizie di cui erano stati vittime, Neri Pozza Editore, Vicenza.
- 2015  "Venezia Libertina', amori e intrighi in Laguna tra Settecento e Ottocento, Neri Pozza Editore, Vicenza.
- 2018 "La fortuna nell'aria e in fondo al pozzo", Angelo Colla Editore, Vicenza.
- 2018 "Lievito Madre", storia della fabbrica salvata dagli operai, Neri Pozza Editore, Vicenza.
- 2019 "La Famiglia Piotta" , Neri Pozza Editore, Vicenza.

Come biografo di Salgari, ha partecipato inoltre ai film documentari "Capitan Salgari", Roma, Minimum Fax", 2011 e "Il Corsaro della penna"  (RAI EDU) di Igor Mendolia e Davide Valentini, quest'ultimo trasmesso dalla rubrica della Rai "La Storia siamo noi", 14 gennaio 2012 e repliche. Ha scritto inoltre le introduzioni per la riedizione di alcuni romanzi, qui sotto elencati, nella Collana "Oscar Classici Mondadori" curati da Vittorio Sarti. 
- Emilio Salgari: "Avventure al Polo" (Al Polo Australe in Velocipede"; "Al Polo Nord"; "Una sfida al Polo), 2002
- Emilio Salgari: "Avventure in Africa" ("La Costa d'Avorio"; "Le Pantere di Algeri"; "I briganti del Riff"), 2003
- Emilio Salgari: "Avventure nel West" ("Il Re della prateria"; "I minatori dell'Alaska"; "La sovrana del campo d'oro"), 2004
- Emilio Salgari: "Avventure in India" ("Il capitano della Djumna"; "La montagna di luce"; "La perla sanguinosa"), 2005

Nel 2010, sempre in tema di Salgari, ha scritto la prefazione al romanzo "Viagem sobra o Atlantico em Balao" versione portoghese di Attraverso l'Atlantico in pallone per le edizioni Sopa de Letras.